# Ping'andi (köping i Kina, lat 43,39, long 120,79)
Ping'andi (kinesiska: 平安地, 平安地镇) är en köping i Kina. Den ligger i den autonoma regionen Inre Mongoliet, i den norra delen av landet, omkring 810 kilometer öster om regionhuvudstaden Hohhot.
Genomsnittlig årsnederbörd är 568 millimeter. Den regnigaste månaden är juli, med i genomsnitt 159 mm nederbörd, och den torraste är januari, med 2 mm nederbörd.